# Xiaomi
Xiaomi (chiń. 小米科技; pinyin Xiǎomĭ Kējì; dosł. „technologia prosa”; wym. [ɕjǎu.mì] ( odsłuchaj); tu: jako wieloznaczeniowe skojarzenie) – chińskie wielobranżowe przedsiębiorstwo technologiczne specjalizujące się głównie w produkcji smartfonów, a także innych przedmiotów elektroniki użytkowej, z siedzibą w dzielnicy Haidian w Pekinie, utworzone w 2010 roku.
Pierwszym produktem spółki był smartfon Mi1. Oprócz telefonów przedsiębiorstwo wyspecjalizowało się również w produkcji opasek inteligentnych, tabletów, kamerek sportowych, telewizorów, przystawek smart TV dla telewizorów, powerbanków, słuchawek, inteligentnych butów, odzieży, routerów, głośników przenośnych, czajników, pojazdów segway Xiaomi Ninebot, hulajnóg MiJia Electric Scooter, smartwatchy, żarówek Yeelight, kostek-zabawek antystresowych Mitu Fidget Cube, akcesoriów do telefonów, oczyszczaczy powietrza Airpurifier i samochodów elektrycznych Xiaomi SU7.

## Opis
Xiaomi prowadziło działalność, wykorzystując popularność Apple Inc. i prowadząc podobny marketing. Prezes firmy Lei Jun upodabniał się do wizerunku, jaki miał Steve Jobs, nosząc dżinsy i ciemne koszule oraz naśladując Jobsa sposób zapowiedzi nowych produktów, przez co nazywany jest fałszywym Jobsem. Pomimo wielokrotnych porównań do Apple’a, Xiaomi utrzymuje, że kieruje się innym zestawem zasad. Obecnie Xiaomi jest bardziej autonomiczne, wyrobiło swoją markę i stylistykę. Głównym hasłem są tanie produkty o wysokiej jakości, dlatego Chińczycy nie mają zamiaru przekroczyć 5% marży. Obecnie Xiaomi jest już znaną i uznawaną marką, telefony Redmi Note 8 i Redmi Note 8 Pro znalazły się wśród 10 najpopularniejszych smartfonów w czwartym kwartale 2019 roku.
Xiaomi początkowo nie posiadał sklepów detalicznych ani nie współpracował z dystrybutorami z innych firm. Zamiast tego wszystkie produkty Xiaomi były sprzedawane bezpośrednio przez stronę internetową spółki. Skrót Xiaomi Mi pochodzi od pierwszego kanału dystrybucji, czyli mobile internet.
15 stycznia 2021 spółka została dołączona przez administrację Donalda Trumpa do czarnej listy chińskich przedsiębiorstw. Firmy znajdujące się na tej liście są uznawane jako podmioty stanowiące zagrożenie dla bezpieczeństwa narodowego USA i są objęte surowymi ograniczeniami.

### W Polsce
Od września 2016 telefony Xiaomi stały się oficjalnie dostępne w Polsce dzięki firmie ABC Data, która jest odpowiedzialna za dystrybucję. Dystrybutorem urządzeń firmy Xiaomi w Polsce jest także Ingram Micro Poland. Z okazji pierwszej rocznicy urządzeń Xiaomi w Polsce 14 października 2017 zostało zorganizowane wydarzenie o nazwie Mi Fan Fest. 24 marca miało miejsce otwarcie sklepu oficjalnego dystrybutora Ingram – Mi Store w Krakowie. Oficjalnym sklepem ABC Data jest natomiast Mi Store zlokalizowane w Warszawie gdzie wcześniej była tylko wyspa Mi Zone. Od sierpnia 2019 do grona dystrybutorów Xiaomi dołączyła także firma JBTS z Wrocławia, która odpowiada za produkty z ekosystemu oraz pojazdy Xiaomi.

## Produkty

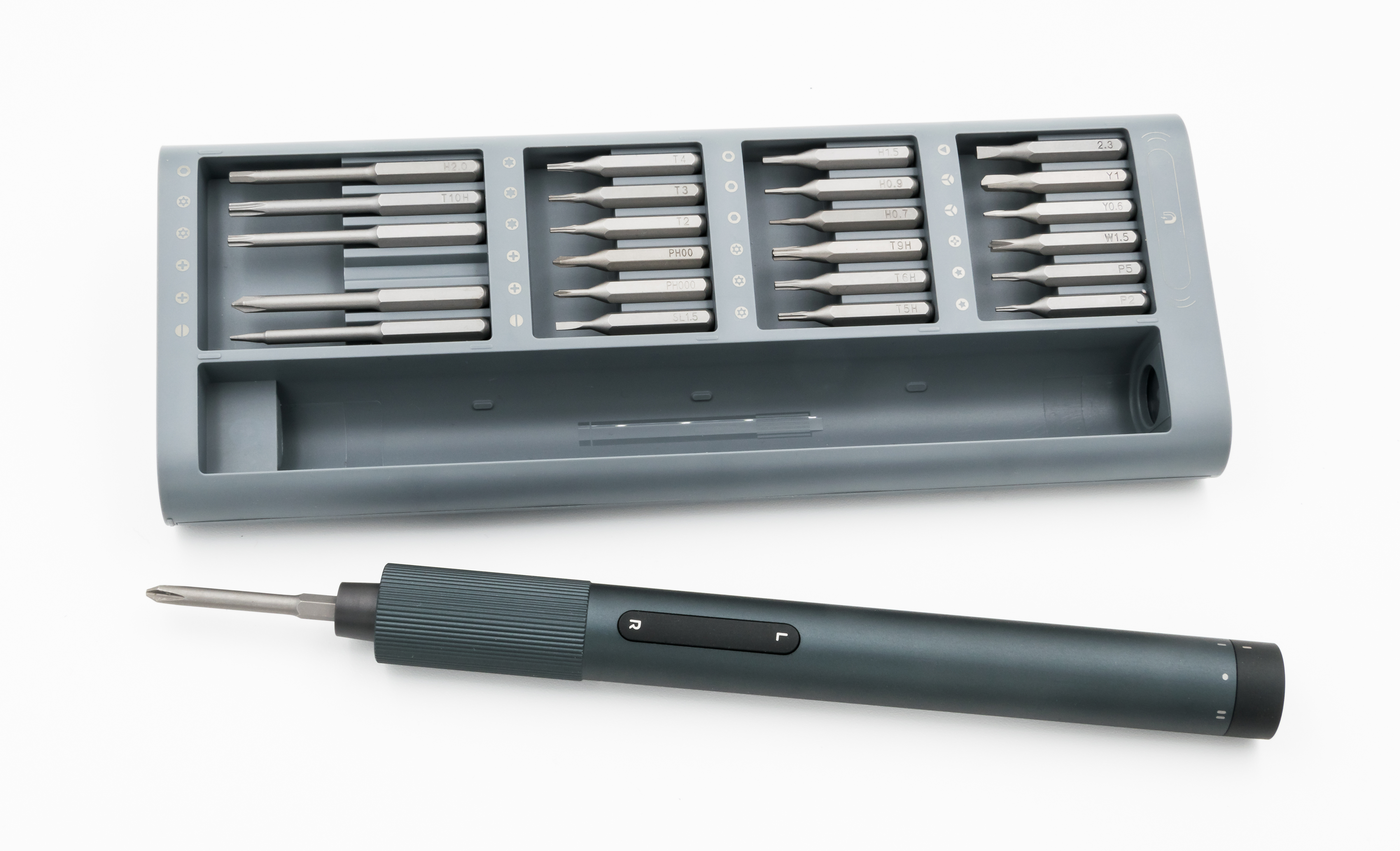
Wkrętak elektryczny Xiaomi

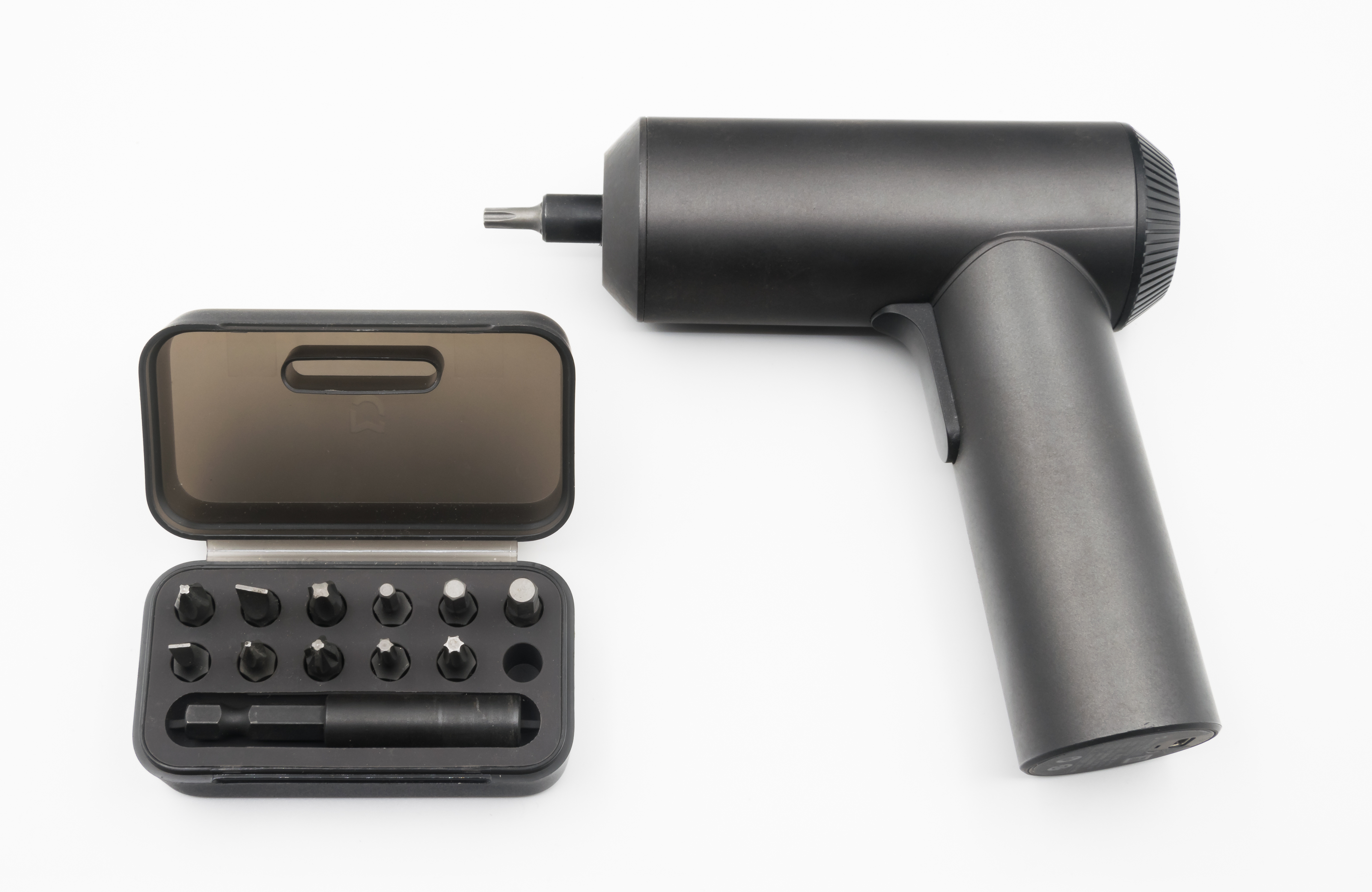
Wkrętarka Xiaomi Mi

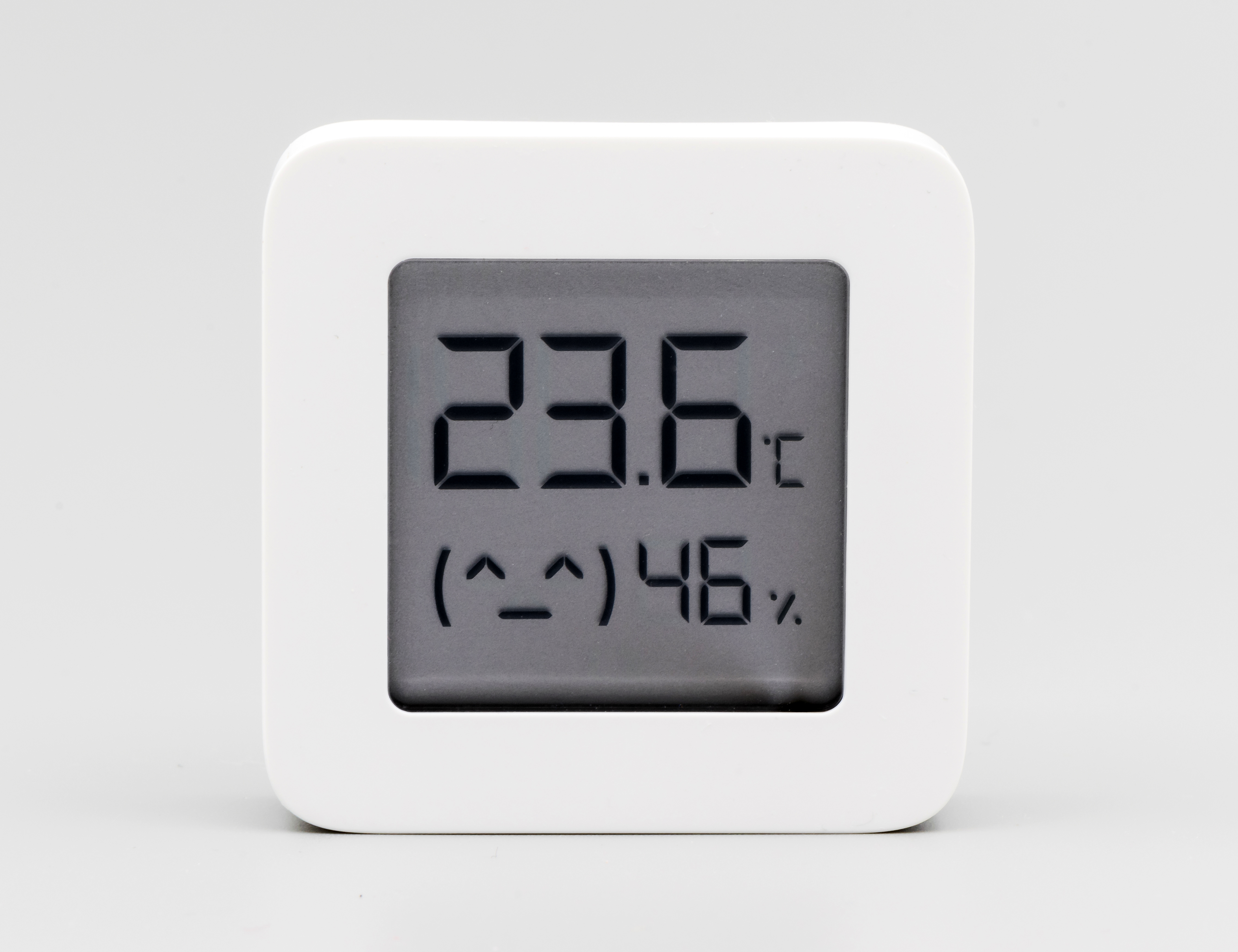
Czujnik temperatury i wilgotności Xiaomi

### Oprogramowanie i usługi
- Xiaomi Cloud[21]
- MIUI
- HyperOS
- Mi Wallet[22]
- Virtual SIM[23]
- Mi Home[24]
- Mi Fit[25]
- Mi Remote[26]
- Mi live[27]
- Mi Talk[28]
- Mi Video Call[29]
- Mi Drop[30]
- POCO Launcher

### Smartfony

#### Black Shark
Black Shark to seria telefonów dedykowanych dla graczy, z systemem zawierającym funkcje i optymalizacje z myślą o grach.
| Model       | Wyświetlacz | Rozdzielczość | Data premiery | Procesor                                      | Pamięć operacyjna | Pamięć użytkownika | Slot microSD | Obsługa LTE | Główna kamera   | Przednia kamera | System      |
| ----------- | ----------- | ------------- | ------------- | --------------------------------------------- | ----------------- | ------------------ | ------------ | ----------- | --------------- | --------------- | ----------- |
| Black Shark | IPS 5,99"   | 1080×2160     | 2018.04       | Qualcomm Snapdragon 845 4x2,8 GHz i 4x1,8 Ghz | 6 GB              | 64 GB              | Nie          | Tak         | podwójna 12 MPx | 20 MPx          | Android 8.0 |
| Black Shark | IPS 5,99"   | 1080×2160     | 2018.04       | Qualcomm Snapdragon 845 4x2,8 GHz i 4x1,8 Ghz | 8 GB              | 128 GB             | Nie          | Tak         | podwójna 12 MPx | 20 MPx          | Android 8.0 |

### Tablety Mi Pad
| Model         | Wyświetlacz | Rozdzielczość  | Data premiery | Procesor                                       | Pamięć operacyjna | Pamięć użytkownika | Slot microSD | Modem | Główna kamera | Przednia kamera | System operacyjny                              |
| ------------- | ----------- | -------------- | ------------- | ---------------------------------------------- | ----------------- | ------------------ | ------------ | ----- | ------------- | --------------- | ---------------------------------------------- |
| Mi Pad        | IPS 7,9"    | QXGA 2048×1536 | 2014.04       | Nvidia Tegra K1 2× 2,2 GHz                     | 2 GB              | 16 GB              | Tak          | Brak  | 8 MPx         | 5 MPx           | MIUI v9 Android 4.4                            |
| Mi Pad        | IPS 7,9"    | QXGA 2048×1536 | 2014.04       | Nvidia Tegra K1 2× 2,2 GHz                     | 2 GB              | 64 GB              | Tak          | Brak  | 8 MPx         | 5 MPx           | MIUI v9 Android 4.4                            |
| Mi Pad 2      | IPS 7,9"    | QXGA 2048×1536 | 2015.11       | Intel Atom 4× 2,24 GHz                         | 2 GB              | 16 GB              | Nie          | Brak  | 8 MPx         | 5 MPx           | MIUI v9 Android 5.1 lub Windows 10 Home 64-bit |
| Mi Pad 2      | IPS 7,9"    | QXGA 2048×1536 | 2015.11       | Intel Atom 4× 2,24 GHz                         | 2 GB              | 64 GB              | Nie          | Brak  | 8 MPx         | 5 MPx           | MIUI v9 Android 5.1 lub Windows 10 Home 64-bit |
| Mi Pad 3      | IPS 7,9"    | QXGA 2048×1536 | 2017.04       | Mediatek MT8176 3× 2.1 GHz i 3× 1.7 GHz        | 4 GB              | 64 GB              | Nie          | Brak  | 13 MPx        | 5 MPx           | MIUI v9 Android 7.0                            |
| Mi Pad 4      | IPS 8"      | 1920x1200      | 2018.05       | Qualcomm Snapdragon 660 4×2,2 GHz i 4×1,84 GHz | 3 GB              | 32 GB              | Tak          | Brak  | 13 Mpx        | 5 MPx           | MIUI v11 Android 8.1                           |
| Mi Pad 4      | IPS 8"      | 1920x1200      | 2018.05       | Qualcomm Snapdragon 660 4×2,2 GHz i 4×1,84 GHz | 4 GB              | 64 GB              | Tak          | Brak  | 13 Mpx        | 5 MPx           | MIUI v11 Android 8.1                           |
| Mi Pad 4      | IPS 8"      | 1920x1200      | 2018.05       | Qualcomm Snapdragon 660 4×2,2 GHz i 4×1,84 GHz | 4 GB              | 64 GB              | Tak          | LTE   | 13 Mpx        | 5 MPx           | MIUI v11 Android 8.1                           |
| Mi Pad 4 Plus | IPS 10.1"   | 1920x1200      | 2018.08       | Qualcomm Snapdragon 660 4×2,2 GHz i 4×1,84 GHz | 4 GB              | 64 GB              | Tak          | LTE   | 13 Mpx        | 5 MPx           | MIUI v11 Android 8.1                           |

### Dekoder STB (set-top box) dla telewizorów
- Xiaomi Box
- Xiaomi TV: Xiaomi Mi LED TV 4, Xiaomi Mi TV 3, Xiaomi Mi TV 2

Oprócz tego Xiaomi oferuje także Soundbar.

## Xiaomi Automobile

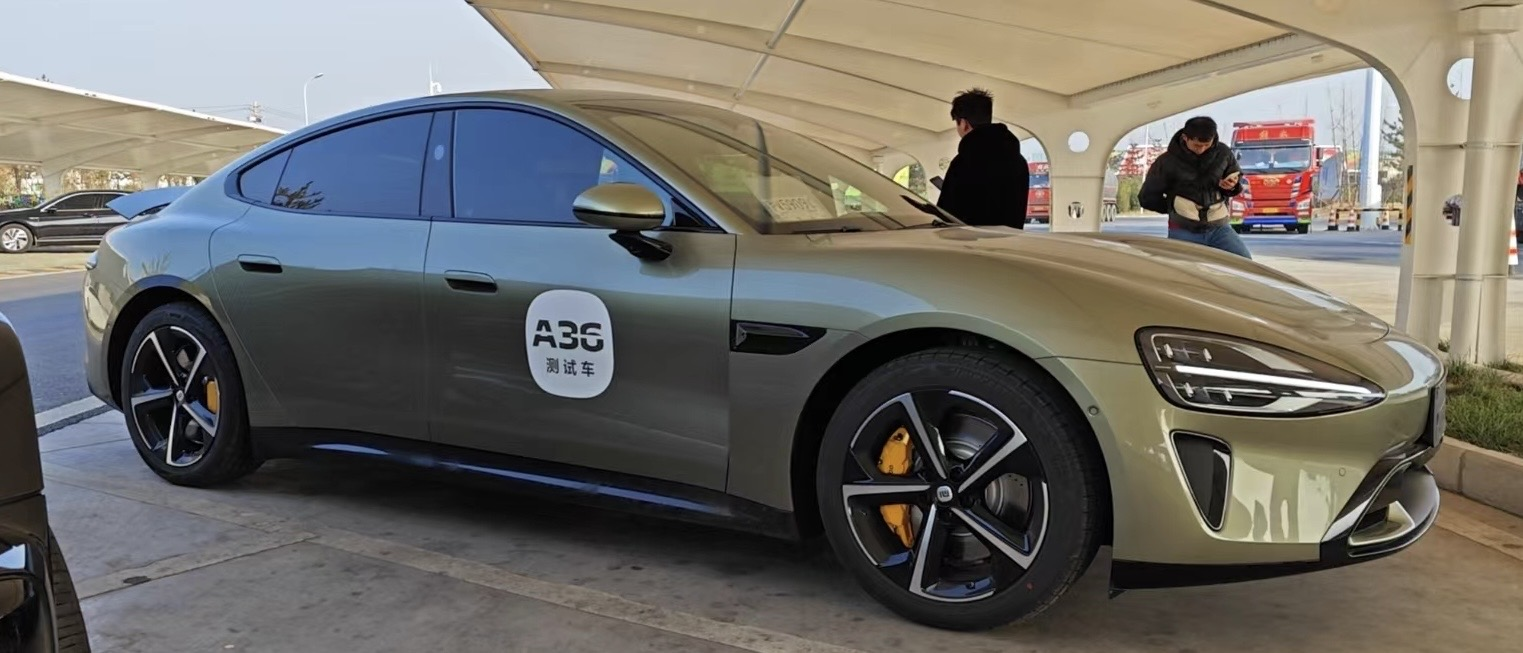
Xiaomi SU7

W marcu 2021 Reuters potwierdził, że Xiaomi zdecydowało się na wkroczenie do kolejnej branży – motoryzacyjnej. W przeciwieństwie do konkurencyjnego Huawei podejmującego podobne kroki w międzyczasie, celem Xiaomi było jednak nie dostarczanie oprogramowania dla modeli innych firm, lecz wprowadzenie do sprzedaży samochodu pod własną marką. We wrześniu tego samego roku utworzono dedykowaną spółkę Xiaomi Automobile, która odtąd prowadziła rozmowy z wszystkimi największymi konglomeratami motoryzacyjnymi w Chinach w celu wyłonienia partnera do produkcji zaplanowanej na początek 2024 roku. Dwa lata później, w połowie listopada 2023, opublikowano informacje na temat pierwszego samochodu marki Xiaomi, dużej limuzyny klasy wyższej Xiaomi SU7 o napędzie elektrycznym, w której produkcji wsparcie zapewnił rodzimy koncern BAIC Group szybciej niż pierwotnie zakładano – z seryjną produkcją od grudnia 2023.
Podczas wdrażania projektu samochodu Xiaomi, w międzyczasie firma zainwestowała także środki w niewielki rodzimy startup Small Sports Car, które doprowadziły pierw do przedstawienia we wrześniu 2022 prototypu, a w styczniu 2024 rozpoczęcia seryjnej produkcji lekkiego elektrycznego samochodu sportowego SSC SC-01.